# Caso Big Money
El caso Big Money es como mediáticamente se conoce a una investigación y posterior proceso judicial por el delito de captación ilegal de dinero. El proceso recayó principalmente en contra de Miguel Ángel Nazareno, más conocido como Don Naza, quien manifestaba ser un empresario e inversionista, creador y líder de la plataforma Big Money que prometía a sus usuarios beneficios de hasta el 90% de la inversión inicial en solo ocho días. Dicha plataforma operaba principalmente en la ciudad de Quevedo, en la provincia de Los Ríos.
El inicio de la investigación por parte de las autoridades llevó al desmantelamiento de Big Money, dejando a muchos usuarios sin la posibilidad de recuperar sus supuestas inversiones. Don Naza permaneció prófugo, aunque anunciaba por redes sociales que iba a devolver el dinero a los usuarios. Esporádicamente aparecieron vídeos de personas estafadas a las que supuestamente se les había devuelto el dinero.
Finalmente, Don Naza tuvo una aparición el 7 de abril de 2022 en las instalaciones del Ministerio de Defensa, sin que se expliquen los motivos, logrando escapar cuando la Policía Nacional acudió para su aprehensión. Sin embargo, 7 días después, el 14 de abril fue hallado el cadáver de Don Naza maniatado al sur de Quito.

## Notitia criminis
Durante varios días en el mes de junio de 2021 se observaron congregaciones de personas que realizaban largas filas a las afueras de un complejo turístico de la ciudad de Quevedo. Este hecho llamó la atención a miembros de la Policía Nacional y a medios de comunicación. Entre el 24 y el 25 de junio fueron publicados artículos en varios diarios y noticieros en la que se informaba de una supuesta plataforma de inversiones que implicarían modelos de estafa; y, que en el complejo turístico se estaban realizando entrega de dinero en efectivo a los inversionistas. La empresa fue inicialmente denominada Quevedo Inversiones, y mediante averiguaciones se pudo determinar que llevaban alrededor de 3 meses de operaciones al público, aunque el inicio de actividades puso haber sido muy anterior.
La supuesta empresa de inversiones prometía a los usuarios devolver el capital entregado incrementado en un 90% en una semana de plazo. Además se logró identificar que dentro de los usuarios inversores habían servidores policiales, militares y hasta funcionarios públicos.
El líder de esta plataforma fue identificado como un residente de la ciudad de Quevedo, oriundo de la provincia de Esmeraldas, y mediante mensajes por redes sociales aseguraba que no iba a detener las actividades y manifestaba que las inversiones eran seguras, a la vez que seguiría cumpliendo lo prometido a todos los usuarios. Se presentó como Miguel Nazareno, militar en servicio activo que había solicitado su retiro voluntario. Además manifestó que el 26 de junio inauguraría un almacén de línea blanca, en la cual repartiría canastas de víveres a familias de sectores populares. Además también afirmó que la empresa se denominaba Quevedo Inversiones-Big Money y que había iniciado actividades en el año 2017 con 40 socios.

## Tipo penal
La empresa Quevedo Inversiones-Big Money no se encontraba legalmente constituida, al no contar con los requisitos jurídicos ni estar inscrita formalmente en el Registro Mercantil, por lo que no podía operar para servicios financieros, ni para ninguna otra actividad. La Superintendencia de Bancos también manifestó que dicha empresa no se encontraba autorizada ni controlada; por lo que operaba sin los permisos de las autoridades de control del sistema financiero y no brindabas las estrictas medidas para garantizar la liquidez de las instituciones que la conforman el sistema.
Por lo tanto, el ciudadano Miguel Ángel Nazareno y los demás colaboradores de la plataforma Big Money concurrieron en el aparente delito de captación ilegal de dinero, tipificado en el artículo 323 del Código Orgánico Integral Penal. La captación ilegal de dinero se configura cuando una o varias personas organicen, promocionen y desarrollan actividades financieras sin permiso de las autoridades con el objetivo de captar dinero de manera ilegal y de forma masiva y consuetudinaria. Este tipo penal es sancionado con penas privativas de libertad de 5 a 7 años, más las multas de tipo pecuniarias pertinentes.

## Investigación previa

### Apertura de investigación previa y primeros elementos de convicción
La Fiscalía General del Estado había anunciado el 26 de junio de 2022 del inicio de una investigación previa sobre estos hechos, por el posible delito de captación ilegal de dinero. El anuncio se lo había hecho mediante un tuit desde la cuenta oficial de la FGE en Twitter, mismo que fue eliminado en lo posterior, por motivos de ser de carácter reservado. La inició partió desde el ingreso del parte policial en donde se describía los hechos y el respectivo oficio de la Superintendencia de Bancos en la que se negaba autorización alguna a Big Money para servicios financieros.
Una hora después de la publicación, Miguel Nazareno procedía a entregar canastas de víveres e inauguraba su almacén de línea blanca como había anunciado.

### OperativoVerde Fortuna
En la madrugada del 30 de junio de 2021, la Fiscalía -como parte de un acto urgente- dirigió tres allanamientos en medio de un operativo policial denominado Verde Fortuna, llegando a realizar trabajos de investigación en tres lugares: en el local del Comercial Nazareno, en donde también se encontraba la vivienda de Don Naza; las instalaciones del Quevedo Tennis Club en donde se concentraba gente para recibir sus beneficios; y, un local en el que se presumía servía de almacén de dinero. Los allanamientos realizados dentro del operativo presentaron resistencia por parte de ciudadanos residentes de los sectores que tomaron represalias contra los agentes policiales y representantes de la Fiscalía. 
Según se informó, personas sin identificarse impidieron la entrada a los lugares a desarrollarse los allanamientos, mientras que otros tomaron represalias contra los policías, incinerando un vehículo y causando graves daños a otras dos unidades policiales. También hubo persecución al personal de Fiscalía por parte de sujetos presuntamente armados y en motocicletas. Sin embargo, el operativo logró recabar indicios que contribuyan a la investigación como: cuadernos y libretas contables de ingresos y egresos de la empresa Big Money; recibos de dineros por varias cantidades; 12 máquinas contadoras de dinero; sellos con el logo de la plataforma, un arma de fuego y 71 municiones; 3 teléfonos celulares; 1 computadora; y, 17.165 dólares estadounidenses en efectivo. 

### No comparecencia a versiones
Don Naza fue convocado para el 2 de julio de 2021, a presentarse ante la Fiscalía con el ánimo de que rinda su versión libre y voluntaria sobre los hechos investigados de la empresa Big Money al ser su propietario-gerente; sin embargo, no se hizo presente en el despacho. La defensa técnica del sospechoso, mediante escrito, solicitó se fije una nueva fecha para que se desarrolle la diligencia, además solicitaba que la versión se desarrolle de manera telemática.
La Fiscalía dispuso una segunda convocatoria para el 7 de julio de forma telemática de acuerdo a lo solicitado, a la cual nuevamente Don Naza no compareció. En esta ocasión, la defensa de Don Naza manifestó que el sospechoso se encontraba en una cita médica de tipo dental, por lo que le impidió presentarse.  
La tercera convocatoria se fijó para el 12 de julio, a las 11:00; sin embargo, dos minutos antes de la hora señalada, mediante un nuevo escrito Don Naza anunciaba a la Fiscalía que no comparecería a la convocatoria ya que estaba autorizando a nuevos abogados defensores, y que ellos necesitaban más tiempo para ponerse en pleno conocimiento del expediente, por lo que solicitaba que se siga difiriendo la diligencia. Debido a que Don Naza no compareció a las convocatorias para que rinda su versión, Fiscalía dispuso que sea convocado por cuarta vez con fecha indefinida y con el uso de la fuerza pública.

### Liquidación deBig Moneyy «Tour del Terror»
El 14 de julio, Miguel Nazareno realizó una publicación mediante Facebook en la que informaba que, debido a los obstáculos legales que imponía la Fiscalía, procedería a finalizar sus actividades financieras -a las que catalogó de ser con fines sociales y solidarios- e iniciar la liquidación de la empresa Big Money, prometiendo a sus supuestos inversores la devolución de su dinero. Fiscalía, por otra parte, anunció que nada le impedía a Nazareno devolver el dinero a sus supuestos inversores ya que no pesaba orden de captura en su contra, ni proceso judicial, ni se había confiscado sus bienes.
Además, Nazareno manifestó desde el 19 de julio que empezaría a devolver el dinero a personas que habían invertido hasta 1000 dólares. Según manifestaron varias personas que habían recuperado su dinero, recibieron llamadas en la madrugada en los que se los citaba en alguna parte de la ciudad de Quevedo en donde serían recogidos en un vehículo. Las condiciones para que se de la devolución incluían desde certificados bancarios, documentos personales y oficios dirigidos a Don Naza, todo detallado en el sitio web www.donnazaquevedo.com. Las personas contactadas esperaban en el lugar acordado y eran subidos a vehículos en donde se les colocaba capuchas en sus cabezas para que no puedan ver nada, ni siquiera el rumbo que tomaban; luego de varios minutos, les entregan el dinero y les obligaban a aparecer en vídeos en las que agradecían a Nazareno por su ayuda y por la devolución con la frase «¡Don Naza si cumple!». Luego eran abandonados en puntos de la ciudad.

## Proceso judicial por captación ilegal de dinero en Quevedo

### Instrucción fiscal

#### Audiencia de formulación de cargos
El 1 de octubre de 2021 se desarrolló la audiencia de formulación de cargos del caso Big Money en el Complejo Judicial de Quevedo. El juez titular del caso fue Carlos Bowen Lavayen. La Fiscalía General del Estado estuvo representada por la agente fiscal Ivonne Proaño Vélez, de la Unidad Nacional de Transparencia, Lucha contra la Corrupción y Antilavado de Activos. Los procesados Miguel Ángel Nazareno (conocido como Don Naza), su supuesta esposa Gabriela Bustamante y su sobrina Dayana Suárez fueron convocadas a la audiencia pudiendo asistir de manera telemática mediante videollamada.
La fiscal Proaño Vélez presentó la serie de elementos de convicción recabados por la Fiscalía durante la investigación previa que consistían en documentos remitidos por la Superintendencia de Bancos, la Superintendencia de Compañías, la Superintendencia de Economía Popular y Solidaria, y del Servicio de Rentas Internas, en las que certifican la no existencia o falta de permiso de la plataforma Big Money para operar como parte del sistema financiero. Además la Fiscalía presentó 10 versiones de afectados por Big Money, 4 pericias informáticas, lo recolectado por la FGE en los operativos (máquinas contadoras de dinero, recibos, etc.), pericias de audio y vídeo producto de explotaciones de teléfonos celulares confiscados.
En consecuencia, la fiscal Proaño Vélez procedió a formular cargos en contra de los 3 implicados, con lo cual se dio inicio al proceso judicial penal en su primera etapa de instrucción que duraría 90 días. Además fue solicitada la medida cautelar de prisión preventiva; sin embargo, el juez Bowen Lavayen no dictó esa medida y dictó medidas sustitutivas como la presentación periódica ante la unidad judicial una vez por semana, la prohibición de salida del país, y la prohibición de enajenar bienes para los tres procesados.

#### Muerte deDon Naza
La mañana del 13 de abril de 2024, se pudo corroborar mediante cámaras de seguridad de una gasolinera en Quito que el procesado ‘’Don Naza’’ había sido secuestrado por individuos desconocidos a plena luz del día.
Un día después, su cuerpo fue descubierto con un disparo en la pierna en el sector de Amaguaña 